# Klaus Steinmetz
Klaus Steinmetz (* 3. Februar 1959 in Ludwigshafen am Rhein) ist ein ehemaliger V-Mann der Landesbehörde für Verfassungsschutz Rheinland-Pfalz.

## Leben
Steinmetz wuchs in Landstuhl auf. In Kaiserslautern wirkte er während seines Studiums in einer linksalternativen Gruppierung mit und war AStA-Referent. 1985 wurde er als V-Mann der Verfassungsschutzbehörde Rheinland-Pfalz angeworben und versorgte diese mit Informationen über die autonome und antiimperialistische Szene. 1989 brach Steinmetz mit einem Komplizen in ein Autohaus in Ingelheim am Rhein ein, wurde jedoch am Tatort festgenommen. Das Amtsgericht Bingen verurteilte ihn zu einer achtzehnmonatigen Haftstrafe ohne Bewährung. Dieses erste Urteil wurde vom Landgericht Mainz aufgehoben und Steinmetz wurde stattdessen rechtskräftig zu einer Strafe von zwölf Monaten auf Bewährung verurteilt.
1991 war Steinmetz so weit in die linksradikale Szene eingebunden, dass er Kontakt zum näheren Umfeld der linksextremistischen Terrorgruppe Rote Armee Fraktion (RAF) bekam. Über einen Bekannten erhielt er eine Einladung nach Paris, wo er am 26. Februar 1992 auf Birgit Hogefeld traf. Ihren Namen gab Hogefeld zu diesem Zeitpunkt des Kontaktes jedoch noch nicht an, sodass der Verfassungsschutz zwar von einer Verbindung Steinmetz’ zur RAF wusste, allerdings die Identität der Person vorläufig nicht zuordnen konnte.
Durch diesen Kontakt wurde es den Strafverfolgungsbehörden erstmals möglich, einen V-Mann an die Kommandoebene der RAF heranzuführen.
Steinmetz traf Hogefeld ein weiteres Mal in Boppard und vom 14. bis 17. April 1993 in Cochem. Dabei begegnete er einer männlichen Person, die er als Wolfgang Grams identifizieren konnte. Kurz darauf kam es zum Treffen in Bad Kleinen, bei dem diesmal Bundeskriminalamt und GSG-9-Beamte vor Ort waren. Im Verlauf dieses GSG-9-Einsatzes wurde Birgit Hogefeld festgenommen; RAF-Mitglied Wolfgang Grams, der gegen 14 Uhr am 27. Juni 1993 ebenfalls auf dem Bahnhof Bad Kleinen eintraf, erschoss den GSG-9-Beamten Michael Newrzella. Grams wurde bei diesem Schusswechsel fünfmal getroffen, stürzte auf die Gleise und erschoss sich selbst mit einem an der Schläfe aufgesetzten Kopfschuss. Die Umstände seines Todes wurden zuerst aufgrund von Ungereimtheiten und diverser Zeugenaussagen und unkorrektem Verhalten der Ermittlungsbehörden bezweifelt, danach aber durch mehrere Gerichtsurteile bestätigt.  Er wurde per Helikopter in die Notfallaufnahme der Medizinischen Universität zu Lübeck gebracht, wo er um 17:30 Uhr seinen Verletzungen erlag. Steinmetz wurde vorübergehend festgenommen, dann jedoch freigelassen und seinem V-Mann-Führer aus Mainz übergeben. Über die Rolle Steinmetz’ war zunächst nichts bekannt; in den Massenmedien wurde er als ein weiteres Mitglied der RAF vermutet, das in Bad Kleinen verhaftet werden konnte. Aufgrund der mysteriösen Umstände des Todes von Wolfgang Grams konnte seine Identität aber der Öffentlichkeit nicht mehr vorenthalten werden. Damit scheiterte auch die Absicht des Verfassungsschutzes, ihn weiter als V-Mann einzusetzen.
Nach Bekanntwerden der V-Mann-Tätigkeit veröffentlichten Autonome aus Wiesbaden einen „Alternativen Steckbrief“ gegen Steinmetz und verteilten ihn europaweit. Daraufhin tauchte der ehemalige V-Mann unter.
Steinmetz selbst suchte via Öffentlichkeit den Dialog mit seinen ehemaligen Freunden aus der autonomen Szene und stellte seine Rolle als „Vermittlungsversuch“ zwischen Staat und linksextremistischen Gruppen dar. Er behauptete, von einer geplanten Festnahme bzw. dem Einsatz von Polizei und GSG-9 nicht informiert gewesen zu sein. Im Anschluss an die Ereignisse von Bad Kleinen wurden weitere Personen aus dem RAF-Umfeld festgenommen. Steinmetz trat in den folgenden Jahren als Zeuge der Anklage bei Gerichtsprozessen gegen mutmaßliche Sympathisanten der RAF auf.
Seit August 1993 befindet er sich im Zeugenschutzprogramm des rheinland-pfälzischen Verfassungsschutzes.